# Чашка (телесеріал)
«Чашка» — американський телесеріал жахів 2024 року, створений Яном МакКалохом на основі роману Роберта Р. МакКаммона «Стінгер».
Прем'єра першого сезону відбулася на фестивалі Fantastic Fest 22 вересня 2024 року та запушений вперше на стрімінговому сервісі Peacock 10 жовтня 2024 року, містить вісім епізодів по пів години.

## Сюжет
Дія серіалу відбувається на ізольованому ранчо в сільській місцевості штату Джорджії, США. Кілька людей змушені разом протистояти таємничій загрозі.

## Актори та персонажі
- Івонн Страховскі в ролі Меггі Ченовет
- Скотт Спідман[en] у ролі Джеймса Ченовета
- Часк Спенсер[en] — Рубен Шенлі
- Кеті Бейкер — Еллен Ченовет
- Боріс МакГівер — Дональд Келлі
- Даяні Родрігез — Валерія Шенлі
- Калеб Долден — Арло Ченовет
- Емілі Б'єр[en] в ролі Меріл Ченовет
- Лучано Леру — Ніколас Шенлі
- Роб Морган[en] у ролі Макнаба

## Епізоди
|   |                | Назва серії                                                                      | Режисер(и)     | Сценарист(и)    | Оригінальна дата показу | Дата показу українською | Код серії      | Глядачів США (млн) |                |
| - | -------------- | -------------------------------------------------------------------------------- | -------------- | --------------- | ----------------------- | ----------------------- | -------------- | ------------------ | -------------- |
| 1 | Буде оголошено | «Подумайте про бульбашки (англ. Think About the Bubbles)»                        | І.Л. Катц      | Ян МакКалох     | 10 жовтня 2024          | Буде оголошено          | Буде оголошено | Буде визначено     | Буде оголошено |
| 2 | Буде оголошено | «Мій маленький маячок (англ. My Little Lighthouse)»                              | І.Л. Катц      | Ян МакКалох     | 10 жовтня 2024          | Буде оголошено          | Буде оголошено | Буде визначено     | Буде оголошено |
| 3 | Буде оголошено | «Цілком без причини (англ. Quite for No Reason)»                                 | Хлоя Окуно     | Ян МакКалох     | 17 жовтня 2024          | Буде оголошено          | Буде оголошено | Буде визначено     | Буде оголошено |
| 4 | Буде оголошено | «У самому серці країни (англ. In the Heart of the Country)»                      | Хлоя Окуно     | Ян МакКалох     | 17 жовтня 2024          | Буде оголошено          | Буде оголошено | Буде визначено     | Буде оголошено |
| 5 | Буде оголошено | «Я свідок хвороби (англ. I'm a Witness to the Sickness)»                         | Буде визначено | Майкл А. О'Ші   | 24 жовтня 2024          | Буде оголошено          | Буде оголошено | Буде визначено     | Буде оголошено |
| 6 | Буде оголошено | «Ви не знаєте, що означає перемогти (англ. You Don't Know What It Means to Win)» | Буде визначено | Франциска X. Ху | 24 жовтня 2024          | Буде оголошено          | Буде оголошено | Буде визначено     | Буде оголошено |
| 7 | Буде оголошено | «Це ніде: Частина 1 (англ. This Is Nowhere: Part 1)»                             | Буде визначено | Зої Купер       | 31 жовтня 2024          | Буде оголошено          | Буде оголошено | Буде визначено     | Буде оголошено |
| 8 | Буде оголошено | «Це ніде: Частина 2 (англ. This Is Nowhere: Part 2)»                             | Буде визначено | Ян МакКалох     | 31 жовтня 2024          | Буде оголошено          | Буде оголошено | Буде визначено     | Буде оголошено |

## Виробництво

### Розробка
У грудні 2022 року було оголошено, що компанія Пікок замовила сучасний серіал жахів у Яна МакКаллоха та Джеймса Вана. Режисером першого епізоду було оголошено Е. Л. Каца.

### Кастинг
У лютому 2024 року було оголошено, що Івонн Страховскі відібрали на роль Меггі Ченовет у серіалі, тепер відомому як Чашка. Того ж місяця Скотт Спідмен був обраний на головну роль разом із Страховскі.

## Випуск
Прем'єра серіалу відбулася на стрімінговому ресурсі Peacock 10 жовтня 2024 року

## Сприйняття

### Критичні відгуки
На вебсайті агрегатора рецензій Rotten Tomatoes 79 % із 29 відгуків критиків є позитивними із середньою оцінкою 6,5/10. Консенсус вебсайту зазначає: «Стильна та справді страшна драма Чашка має деяку затянутість, але атмосферні жахи цього серіалу залишають приємний присмак». Ресурс Metacritic оцінив серіал як 54 зі 100 на основі відгуків 13 критиків, які оцінюються, як «змішані або середні».